# Critolao di Megalopoli
Critolao di Megalopoli (in greco antico: Κριτόλαος?, Kritólaos; Megalopoli, ... – Scarfea, 146 a.C.) è stato un militare greco antico, stratego della lega achea in carica nel biennio 147-146 a.C.

## Biografia
Fortemente antiromano, fu eletto stratego dopo l'ondata di sdegno suscitata dall'arbitrato romano che non solo aveva restituito a Sparta l'indipendenza, ma aveva decretato il distacco dalla Lega di altri territori membri da molto tempo. Respingendo gli inviti romani ad accettare l'arbitrato, Critolao fece dichiarare guerra a Sparta, il che equivaleva a dichiararla a Roma. Dopo di questo, ottenuto anche il sostegno del beotarca Pitea, nella primavera del 146 Critolao si spostò nella Grecia centrale per assediare Eraclea Trachinia (un'exclave della Lega presso le Termopili), che aveva accolto l'arbitrato romano con cui veniva dichiarata nuovamente indipendente. Contro l'armata di Critolao si mosse il propretore Metello, presente sul posto. Tolto l'assedio alla città, Critolao prese col suo esercito la strada di ritorno del Peloponneso; ma Metello lo inseguì e lo sconfisse a Scarfea, in Locride. Il corpo di Critolao non fu mai ritrovato.